# 涂世旻
涂世旻（英語：Simon Twu，11月24日—），出生於台灣，涂醒哲之子。大學研習聲樂、戲劇和舞蹈，是美國、臺灣的電影和電視演員。
2011年以《洛城往事》在加拿大國際影展獲得皇家捲軸獎，並在日本亞洲短片影展獲得最受觀眾喜愛獎，又獲邀參加第二屆北京國際電影節、2013年高雄電影節等影展。2013年與導演楊澤波和日舞影展特別合作，飾演KingLu 男二的角色。2014年以《石泉泪》在美國亞洲電影節被提名最佳男主角。2014年回亞洲發展，在台灣拍攝《A咖的路》偶像劇。

## 戲劇作品

### 電影
- 《真心話太冒險》[4]
- 《女漢子完美戀人》
- 《終極勝利》
- 《石泉泪》（Rock Springs）
- 《洛城往事》
- 《Love Game》
- 《Riddle of Life》
- 《Wi-Fi》
- 《Buddy》
- 《Gambler》
- 《Black and Yellow》
- 《Clock》
- 《The Hustler》
- 《Broken Cover》
- 《來自未來的繼承者》

### 電視劇
- Kroll Show
- Modern Love Story （李錦紀網路連續劇）
- A Love Like This
- Love Stuck （Musical）
- 《非常完美》節目嘉賓
- 2014年：《A咖的路]》飾王牧群
- 為愛旅行
- 咪咪撞到鬼
- 小胸維尼的幸福旅程
- 2015年:
- 《22K夢想高飛》飾 Mark

### 舞台劇
- Miss Saigon（西貢小姐）
- Cabaret（酒店）
- The Cradle Will Rock（風雲時代）
- America's Getting Sketchy（美國越來越粗略）
- The Bartered Bride（被出賣的新娘）
- Tales of Dutch Formosa（臺灣荷蘭時期的故事）

### 主持
- Around the World- One Bite at a Time (Pilot)
- Fun Taiwan Challenge-Season 2
- Simon說
- Unique Modeling Contest
- Chinese New Year Gala at Aria ( Las Vegas)
- Chinese New Year Lion's Dance
- 牛頭牌美食節目
- Hello好萊塢
- 第30屆華人工商大展
- 洛杉磯旅遊和探險展2011

## 廣告
- Sony Xperia
- 全家便利商店 Fami Colle清潔劑玩樂篇
- Wacoal （華歌爾）
- Watsons （屈臣氏）
- SK II/台灣大哥大
- Standard Chartered Bank （渣打銀行路跑廣告2013）
- California Lotto（加州樂透）
- Mio Energy （Mio 能量飲料）
- Mc Donald's （麥當勞）
- Apple- iCloud Korea （蘋果-雲端, 韓國版）
- Dell （戴爾）
- State Farm （State Farm 保險）
- Wells Fargo （富國銀行）
- DirecTV
- Intel/ Lenovo ThinkPad （英特爾/聯想ThinkPad）
- Sedrin Beer/NBA （雪津啤酒/NBA 美國職籃）
- Vendome Jewellery & Diamond （Vendome珠寶及鑽石）
- Lee Kum Kee （Webseries）	 （李錦紀網路連續劇）
- Annafila （蘭蒂保養品）
- Buffalo Cooking Show （牛頭牌美食秀）
- Confer Fiber （高先代餐）
- EB5-Trails of Manteca （曼提卡-EB5）
- Flipped Promo （Flipped 電影宣傳）
- Forbidden Planet 2 （電玩宣傳）
- No Smoking Commercial （不吸菸廣告）
- Norm’s Restaurant （Norm’s 連鎖餐廳）
- Energy Drink Spot （運動飲料）
- Democracy Video Challenge 2009 Commercial （美國民主投票廣告）
- Georgia Coffee （Japan） （Georgia咖啡- Coca Cola 子公司）
- 隆順榕酸梅湯 (Plum Juice)
- TECO

## 獎項
- Top 40 Asian American Actors on IMDb

| 年份    | 頒獎典禮         | 獎項           | 影片             |
| ------- | ---------------- | -------------- | ---------------- |
| 2014 年 | 美國亞洲電影節   | 提名最佳男主角 | 《Rock Springs》 |
| 2011年  | 日本亞洲短片影展 | 最受觀眾喜愛獎 | 《洛城往事》     |

| 年份   | 頒獎典禮                                 | 獎項                      |
| ------ | ---------------------------------------- | ------------------------- |
| 2011年 | 第二屆北京國際電影節                     | 獲邀參加                  |
| 2011年 | 加拿大國際影展                           | 皇家捲軸獎                |
| 2011年 | 洛杉磯旅遊和探險展2011                   | 主持人(最佳表現獎)        |
| 2013年 | 高雄電影節2013                           | 獲邀參加 for 《洛城往事》 |
| 2013年 | 日舞影展與楊澤波 (奧斯卡 & DGA 得獎導演) | 特別合作                  |

## 外部連結
- Simon Twu個人網站
- 涂世旻的Facebook專頁
- 涂世旻的新浪微博